# Franziska Gehm
Franziska Gehm (geboren 1974 in Sondershausen, DDR) ist eine
deutsche Kinder- und Jugendbuchautorin.

## Leben und Wirken
Gehm wuchs in Sondershausen, einer nordthüringer Kleinstadt in der DDR auf. Sie studierte Anglistik, Psychologie und Interkulturelle Wirtschaftskommunikation in Jena, in Großbritannien und Irland. Für eine berufliche Tätigkeit bei BMW kam sie nach München. Sie arbeitete bei einem Radiosender in Wien und einem Gymnasium in Dänemark. 
Gehm hat zwei Kinder und lebt mit ihrer Familie in München.

## Werke (Auswahl)
- Der Tote im Dorfteich, Beltz (Sauerländer), 2008, ISBN 978-3-407-74160-8.
- Dem Mammut auf der Spur, 2009, dtv, ISBN 978-3-423-07713-2.
- Das Hexenkraut, 2010, dtv, ISBN 978-3-423-76008-9.
- Tränenengel, 2010, dtv, ISBN 978-3-423-78243-2.
- 10 kleine Schafe, 2011, Loewe Verlag, ISBN 978-3-7855-7098-2
- Pullerpause im Tal der Ahnungslosen, 2016, Klett Kinderbuchverlag, mit Illustrationen von Horst Klein
- Die spinnen, die Großen, 2017, Magellan Verlag
- Hübendrüben, 2018, Klett Kinderbuchverlag, mit Illustrationen von Horst Klein ISBN 978-3-95470-184-1.
- Pullerpause in der Zukunft, 2019, Klett Kinderbuchverlag, mit Illustrationen von Horst Klein
- Lieber ein Lama, 2022, Magellan Verlag, ISBN 978-3-7348-4110-1.

KIKI legt los!
- Erste Stunde Kritzelkunde, 2023, Arena Verlag, ISBN 978-3-401-71889-7
- Die Hinterhof-Prinzesinnen, 2024, Arena Verlag, ISBN 978-3-401-71890-3

Carla Chamäleon
- Carla Chamäleon: Oh Schreck, ich bin weg!, 2020, Rowohlt Verlag, ISBN 978-3-499-21847-7
- Carla Chamäleon: Zoff im Zoo, 2021, Rowohlt Verlag, ISBN 978-3-499-21848-4
- Carla Chamäleon: Wer ist hier der Big Boss?, 2021, Rowohlt Verlag, ISBN 978-3-499-21849-1
- Carla Chamäleon: Fiese Tricks, 2021, Rowohlt Verlag, ISBN 978-3-499-00718-7
- Carla Chamäleon: Reisefieber, 2022, Rowohlt Verlag, ISBN 978-3-499-00735-4

Ratz und Mimi
- Ratz und Mimi 1: Ratz und Mimi, 2019, Carlsen Verlag, ISBN 978-3-5516-5541-7
- Ratz und Mimi 2: Sofa in Seenot, 2019, Carlsen Verlag, ISBN 978-3-5516-5542-4
- Ratz und Mimi 3: Der faule Riese, 2020, Carlsen Verlag, ISBN 978-3-551-65543-1

Die Vulkanos
- Die Vulkanos 01. Die Vulkanos pupsen los!, 2014, Loewe Verlag, ISBN 978-3-7855-7658-8
- Die Vulkanos 02. Die Vulkanos sind bombig!, 2014, Loewe Verlag, ISBN 978-3-7855-7659-5
- Die Vulkanos lassen’s krachen, 2015, Loewe Verlag
- Die Vulkanos brüten was aus, 2015, Loewe Verlag
- Die Vulkanos geben Gas, 2016, Loewe Verlag
- Die Vulkanos heizen ein, 2016, Loewe Verlag
- Die Vulkanos vertreiben die Drachenechse, 2018, Loewe Verlag

Familie Pompadauz
- Familie Pompadauz 01. Das pupsende Hängebauchschwein, 2011, Loewe Verlag, ISBN 978-3-7855-7175-0
- Familie Pompadauz 02. Eine unfassbar fiese Falle, 2011, Loewe Verlag, ISBN 978-3-7855-7176-7
- Familie Pompadauz 03. Ein Schwein taucht ab, 2012, Loewe Verlag, ISBN 978-3-7855-7062-3
- Familie Pompadauz 04. Die saugemeine Senf-Lawine, 2012, Loewe Verlag, ISBN 978-3-7855-7411-9

Die Vampirschwestern
- Die Vampirschwestern 01. Eine Freundin zum Anbeißen, 2008, Loewe Verlag, ISBN 978-3-7855-6108-9
- Die Vampirschwestern 02. Ein bissfestes Abenteuer, 2008, Loewe Verlag, ISBN 978-3-7855-6109-6
- Die Vampirschwestern 03. Ein zahnharter Auftrag, 2008, Loewe Verlag, ISBN 978-3-7855-6433-2
- Die Vampirschwestern 04. Herzgeflatter im Duett, 2009, Loewe Verlag, ISBN 978-3-7855-6587-2
- Die Vampirschwestern 05. Ferien mit Biss, 2009, Loewe Verlag, ISBN 978-3-7855-6731-9
- Die Vampirschwestern 06. Bissige Gäste im Anflug, 2010, Loewe Verlag, ISBN 978-3-7855-6845-3
- Die Vampirschwestern 07. Der Meister des Drakung-Fu, 2010, Loewe Verlag, ISBN 978-3-7855-6846-0
- Die Vampirschwestern 08. Bissgeschick um Mitternacht, 2011, Loewe Verlag, ISBN 978-3-7855-7247-4
- Die Vampirschwestern 09. Ein Sommer zum Abhängen, 2012 Loewe Verlag, ISBN 978-3-7855-7412-6
- Die Vampirschwestern 10. Ein Date mit Bissverständnis, 2013 Loewe Verlag, ISBN 978-3-7855-7682-3
- Die Vampirschwestern 11. Vorsicht, bissiger Bruder!, 2014 Loewe Verlag, ISBN 978-3-7855-7943-5
- Die Vampirschwestern 12. Ruhig Blut, Frau Ete Petete, 2015 Loewe Verlag, ISBN 978-3-7855-7984-8
- Die Vampirschwestern 13. Finale Randale, 2016 Loewe Verlag, ISBN 978-37855-8169-8

Die wilde Lilly
- Die wilde Lilly 01 : Schule, Zoff, und blonde Zicken, 2005, Schneiderbuch, ISBN 978-3-505-12116-6
- Die wilde Lilly 02. Lilly live on Stage, 2005, Schneiderbuch, ISBN 978-3-505-12117-3
- Die wilde Lilly 03. Chaos um Carlos, 2006, Schneiderbuch, ISBN 978-3-505-12227-9
- Die wilde Lilly 04. Ein Model kommt selten allein, 2006, Schneiderbuch, ISBN 978-3-505-12278-1
- Die wilde Lilly 05. Lilly in love, 2007, Schneiderbuch, ISBN 978-3-505-12324-5

## Verfilmungen
- 2012: Die Vampirschwestern
- 2014: Die Vampirschwestern 2 – Fledermäuse im Bauch
- 2016: Die Vampirschwestern 3 – Reise nach Transsilvanien

## Sekundärliteratur
- Arnhild Nachreiner: »Der Tote im Dorfteich« im Unterricht: Lehrerhandreichung zum Jugendroman von Franziska Gehm (Klassenstufe 8-10, mit Kopiervorlagen), Belz, 2010, ISBN 978-3-407-62701-8